# Бонго (язык)
Бонго — язык народа бонго, один из центральносуданских языков. Распространён в Южном Судане (10,1 тыс. носителей по данным 2000 года) в округе Вау и округе реки Джур провинции Западный Бахр-эль-Газаль, а также в округе Южный Тондж провинции Вараб.
Письменность базируется на латинской основе. Алфавит: A a, Ä ä, B b, 'B 'b, C c, D d, 'D 'd, E e, Ë ë, F f, G g, Gb gb, H h, I i, Ï ï, J j, 'J 'j, K k, Kp kp, L l, M m, Mb mb, N n, Nd nd, Ng ng, Ngb ngb, Nj nj, Ny ny, 'Ng 'ng, O o, Ö ö, P p, R r, T t, U u, Ü ü, W w, Y y.